# Malankarský ritus
Malankarský neboli syrsko-malankarský ritus je křesťanský ritus, který se používá v liturgii některých církví v jihozápadní Indii, zejména ve státě Kérala. Je blízký západosyrskému ritu, podle jehož vzoru byl po roce 1665 u části tomášovských křesťanů postupně zaváděn namísto malabarského ritu ovlivněného římskou liturgií. Nyní jej používá Malankarská pravoslavná syrská církev, Malankarská jakobitská syrská pravoslavná církev, Malankarská syrská církev sv. Tomáše, Syrsko-malankarská katolická církev, Evangelická církev sv. Tomáše a Malabarská nezávislá syrská církev. Liturgickým jazykem je syrština a od 20. století také malajálamština.